# Lacurile Fălticeni (sit SCI)
Lacurile Fălticeni este o arie protejată (sit de importanță comunitară — SCI) din România, desemnată în scopul protejării biodiversității și menținerii într-o stare de conservare favorabilă a florei spontane și faunei sălbatice, precum și a habitatelor naturale de interes comunitar aflate în arealul zonei de protecție. Aceasta se întinde pe o suprafață de 876,7 ha, integral pe uscat.

## Localizare
Situl Lacurile Fălticeni se întinde pe teritoriile administrative ale comunelor Bosanci, Bunești, Horodniceni, Moara și Rădășeni; și pe cel al orașului Fălticeni din Județul Suceava. Centrul acestuia este situat la coordonatele 47°30′29″N 26°16′09″E / 47.508164°N 26.269078°E.

## Înființare
Situl Bogata (ROSCI0310) a fost declarat sit de importanță comunitară în septembrie 2011 pentru a proteja 8 specii din fauna sălbatică a României.

## Biodiversitate
Situată în ecoregiunea continentală a văii Șomuzului Mare, aria naturală nu conține habitate protejate.
La baza desemnării sitului se află 8 specii de animale ocrotite la nivel european prin Directiva C.E. 92/43/CE (anexa I-a) din 21 mai 1992 (privind conservarea habitatelor naturale și a speciilor de faună și floră sălbatică) și aflate pe lista roșie a IUCN; astfel:
- mamifere (3): vidră de râu (Lutra lutra)[5], liliacul cu urechi mari (Myotis bechsteinii), liliacul de iaz (Myotis dasycneme);
- amfibieni (4): buhai de baltă cu burtă roșie  (Bombina bombina)[6], ivorașul-cu-burta-galbenă (Bombina variegata)[7], tritonul cu creastă (Triturus cristatus);[8], salamandra carpatică (Triturus montandoni)[9]
- reptile: (1) țestoasa de baltă (Emys orbicularis).[10][2]